# Фостемсавир
Фостемсавир — антиретровирусный препарат для лечения ВИЧ/СПИДа для взрослых пациентов, которым не подходит терапия другими препаратами ввиду устойчивости вируса, лекарственной непереносимости или по соображениям безопасности.
Одобрен для применения в США в 2020 году.

темсавир (BMS-626529)

## Механизм действия
Фостемсавир является пролекарством. В организме метаболизируется в активную форму — темсавир, который в свою очередь способен блокировать вирусный белок gp120. Это не позволяет образовывать связь ВИЧ с CD4-рецептором клетки и проникать в неё. Преимущество данного механизма действия в том, что вирусный белок gp120 высоко консервативен, вследствие чего маловероятно появление мутаций устойчивости вируса к данному лекарству.

## Применение
Применяется в ситуациях с множественной лекарственной устойчивостью в сочетании с другими антиретровирусными препаратами, которые активны хотя бы частично у данного пациента.